# Tallulah (film)
Pour plus de détails, voir Fiche technique et Distribution.
Tallulah est une comédie dramatique américaine écrite et réalisée par Sian Heder et sortie en 2016.

## Synopsis
Tallulah est une sans domicile fixe, vit dans sa voiture et ne sait pas vraiment quoi faire de sa vie. En faisant par hasard la rencontre d'une femme riche et irresponsable, elle prend une décision radicale : emmener avec elle son bébé. Cherchant de l'aide, elle se réfugie chez son ex belle-mère, en lui faisant croire que cette enfant est sa petite fille.

## Fiche technique
- Réalisation : Sian Heder
- Scénario : Sian Heder
- Producteur : Heather Rae, Chris Columbus, Russell Todd, Levine Traina
- Photographie : Paula Huidobro
- Monteur : Darrin Navarro
- Compositeur : Michael Brook
- Dates de sortie :
  - États-Unis : 23 janvier 2016 (Festival du film de Sundance)
  - Monde : 29 juillet 2016 (Sortie officielle sur Netflix)

## Distribution
- Elliot Page (VF : Jessica Monceau) : Tallulah (crédité Ellen Page)
- Allison Janney (VF : Josiane Pinson) : Margo Mooney
- Tammy Blanchard (VF : Marjorie Frantz) : Carolyn Ford
- Evan Jonigkeit (VF : Pascal Nowak) : Nico
- Felix Solis (VF : Julien Kramer) : Manuel
- David Zayas (VF : Gilles Morvan) : inspecteur Richards
- Uzo Aduba (VF : Céline Ronté) : inspectrice Louisa Kinney
- Fredric Lehne (VF : Tony Joudrier) : Russell Ford
- John Benjamin Hickey (VF : Cyrille Monge) : Stephen
- Zachary Quinto (VF : Adrien Antoine) : Andreas
- Maddie Corman (VF : Olivia Dutron) : Vera
- Tommar Wilson (VF : Sébastien Ossard) : le concierge
- J. Oscar Simmons : Valet
- Charlotte Ubben : Grad Student
- Jason Tottenham : Michael
- Chanel Jenkins : le réceptionniste des urgences
- Stacey Thunder : la journaliste
- Jasson Finney : Tennessee Bargoer
- Doris McCarthy : Park Lady
- Devinron Ready : le sans-abri
- Danny Wolohan : Big Jay

- Version française
- Studio de doublage : Studio Chinkel[1]
- Direction artistique : Blanche Ravalec[1]
- Adaptation des dialogues : Didier Duclos
- Mixage : Nathan Senot

 Source et légende : version française (VF) sur RS Doublage et selon le carton du doublage français.